# Fundición de cobre de Labrar
La fundición de cobre de Labrar fue una industria destinada a fundir el cobre en bruto y separar la escoria o desechos. Se ubica 40 kilómetros al sureste de la comuna de Freirina, en la región de Atacama, Chile.
Entre los vestigios de la fundición destacan tres chimeneas (conocidas como las Chimeneas de Labrar o Torres de Labrar), que aún siguen en pie; los campos de escoria y las ruinas del poblado que habitó en el área. Las chimeneas se construyeron 1846 y son las únicas de este tipo que se conservan en el país. Fue declarada Monumento Nacional de Chile, en la categoría de Monumento Histórico, mediante el Decreto Exento n.º 8377, del 2 de octubre de 1980.

## Historia

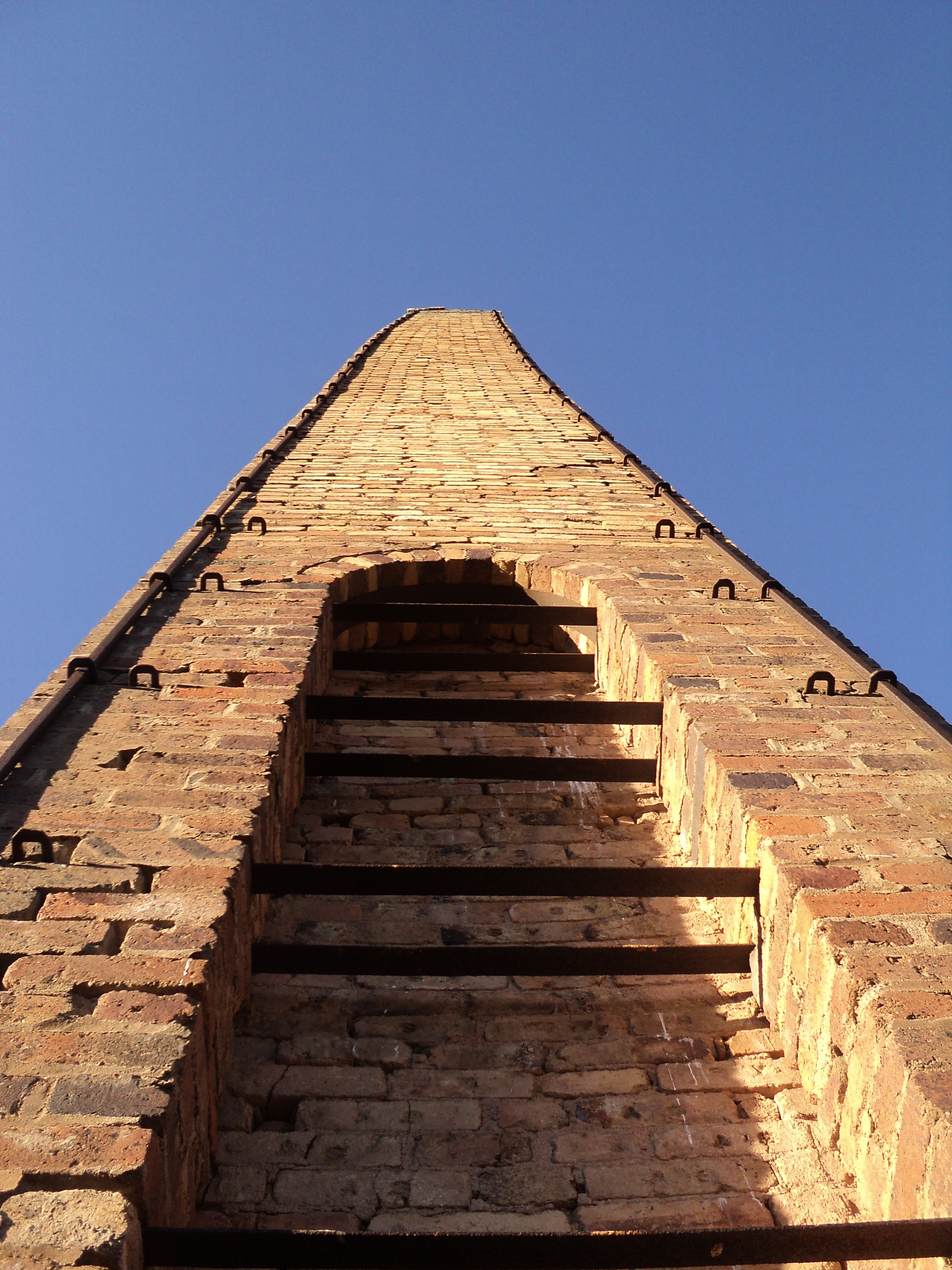
Vista desde abajo de una chimenea

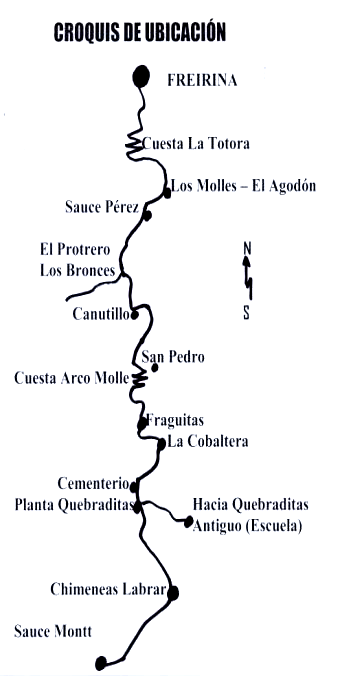
Ubicación de las Torres de Labrar.

Entre 1851 y 1880, Chile se convirtió en el principal exportador de cobre del mundo, al superar a Inglaterra. En 1830, el empresario e ingeniero francés Carlos S. Lambert fundó una fundición del mineral con hornos de reverbero. Estos hornos, que usaban leña o carbón como combustible, se multiplicaron en la zona de Atacama, reemplazando a los antiguos hornos coloniales de fuelle. En 1871 funcionaban en el país unos 90 hornos de reverbero, que produjeron 39 000 toneladas de cobre fino.
Junto a los hornos se construyeron las chimeneas, que se encargaban de la circulación de los gases producidos en la combustión. A fines del siglo XIX, el agotamiento de los minerales, que generó una disminución en la ley del producto, unida a la competencia de las productoras norteamericanas, generó que la mayoría de los yacimientos y fundiciones de cobre cerraran. Se estima que el cierre de la industria en Labrar ocurrió en 1895.
La fundición se ubicó en un espacio intermedio entre la costa —donde se encontraban el puerto Peña Blanca— y los yacimientos del mineral. Esto se debe a que el ferrocarril aún no llegaba a la zona y los méedios de transporte terrestre —generalmente carretas— eran caros, lentos e inseguros. la cantidad de escoria fue enorme y cubría gran parte del área. En 1903 se fundieron 4450 toneladas de cobre con una ley promedia del 14 %.

## Descripción
La fundición funcionaba mediante un horno, de cuyas bóveda reverberaba el calor sobre los minerales. En calor se obtenía de la combustión de carbón o leña en una parrilla latera. La circulación de los gases ocurría en altas chimeneas, algunas de las cuales alcanzaban los 40 metros de altura. Finalmente los hornos fueron desmantelados para aprovechar los ladrillos refractarios de origen inglés. Solo quedan tres chimeneas de la fundición, construidas en 1846. Poseen una base cuadrada y tienen 18 metros de largo. Su estructura es de ladrillo refractario y mortero de cal, con una armazón metálica.